# Sąsiadka (skała)

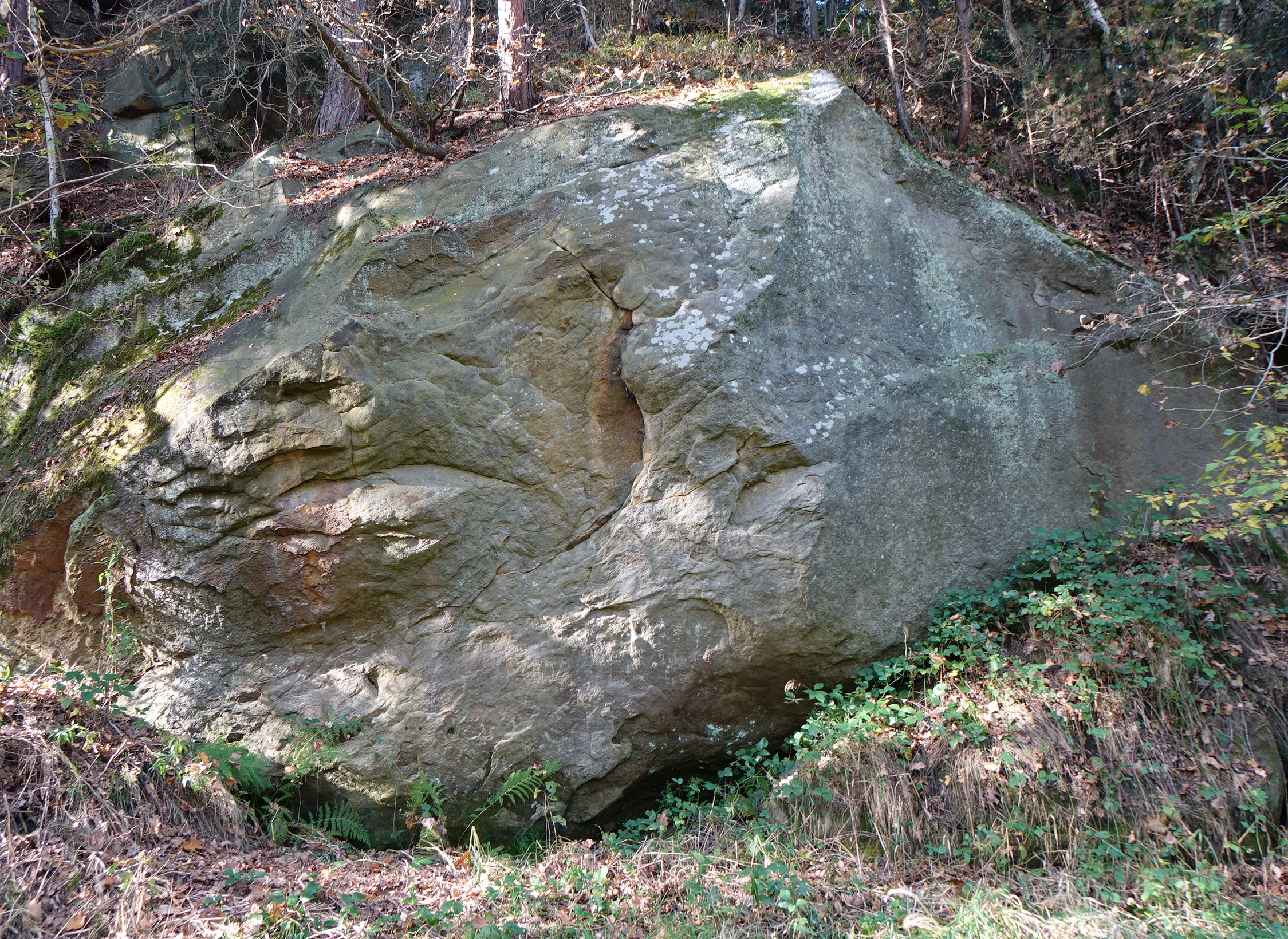

Sąsiadka – skała we wsi Borzęta w województwie małopolskim, w powiecie myślenickim, w gminie Myślenice. Pod względem geograficznym rejon ten należy do Pogórza Wielickiego w obrębie Pogórza Zachodniobeskidzkiego.
Sąsiadka jest jedną z najdalej na wschód wysunięta skałą w grupie skał wsi Borzęta położonych nad Jeziorem Dobczyckim. Oprócz niej są jeszcze Stare Skały, Nowe Skały, Ruchliwa, Nosek i Sąsiad. Sasiądka znajduje się w szuwarach nad brzegiem jeziora, za wyraźnym potokiem i bliżej, niż ostatni Sąsiad. Czas dojścia od Starych Skał do Sąsiadki wynosi około 20 min błotnistą, leśną drogą. Skała ma szerokość 4 m i zbudowana jest z piaskowca istebniańskiego. Na jej południowej, pionowej ścianie uprawiany jest bouldering. Są 3 drogi wspinaczkowe o trudności od 6b do 7a w skali francuskiej. Jest też jedna droga wątpliwa. Start do pierwszych dwóch dróg z pozycji siedzącej lub stojącej.
1. Unique; 7a
2. At morte defecatum; 7a
3. NIP; 6b
4. ?[1].